# Estrutura hipostática
Estrutura hipostática é aquela em que o número de reações é inferior ao de equações da estática.
Uma estrutura hipostática é uma estrutura instável, por não ter ligações interiores ou exteriores suficientes. Qualquer estrutura em que sejam possíveis movimentos de corpo rígido (sem deformação dos elementos) é uma estrutura hipostática.